# Гацос, Ангелис
Ангелис Гацос (греч. Αγγελής Γάτσος; 1771, Саракиново, Пелла — 1839, Аталанти, ном Фтиотида) — известный греческий военачальник, участник Освободительной войны Греции 1821—1829 годов.

## Биография
Ангелис Гацос родился в селе Саракиново, ном Пелла, Центральная Македония в 1771 году и принадлежал скорее всего славяноязычному меньшинству (в болгарской историографии упоминается как болгарин Ангел Гацо). Современниками описывается как неграмотный и набожный гигант.
В молодом возрасте, в поисках работы, поселился в регине города Науса. В 20-летнем возрасте вступил в клефтский отряд, которым командовал Анастасиос Каратасос, действовавший в горах Вермион.
В 1822 году, вместе с Каратасосом и Георгием Сиропулос, принял в участие в восстании Наусы и, возглавляя отряд вместе с военачальниками Сиугарас и Рамаданис, попытался взять город Верия, но отступил после того как из Фессалоники выступили большие турецкие силы.
При взятии города Наусы турками жена Гацоса и сын Николаос попали в плен туркам. Жена, испугавшись пыток, перешла в ислам.
Гацос, будучи адъютантом Каратасоса, сумел вместе с братом Петросом прорваться в провинцию Фессалия, куда за ним последовал и усыновлённый им Димитириос Гацос. В последующих боях при Плака, Эпир Петрос Гацос погиб 30 июля 1822 года.
Как адъютант Каратасоса, Гацос воевал в августе 1822 года при Пета, а затем во главе отряда 100 повстанцев воевал в Дервенакиа, под командованием Теодора Колокотрони. Его мужество отмечено в мемуарах Фотакоса который был в те годы адъютантом Колокотрониса.
В мае 1823 года, Гацос, вместе с Каратасосом, одержали победу в Трикери, Магнисия над самым видным османским полководцем тех лет Кютахья Решид-Мехмед-паша, но оставили свои позиции, после того как Кютахья обещал освободить их семьи
, но слово своё Кютахья не сдержал, после чего Каратасос со своими силами со стыдом укрылся на острове Скиатос.
В том же году Гацос воевал на полуострове Пелопоннес, вместе с Каратасосом и военачальниками Христосом Даговичем и Контояннисом против турецко-египетских войск.
В 1826 году Гацос возглавил отряд на острове Эвбея, вместе с К. Думбиотис и К. Бинос.
В том же году во главе отряда в 500 человек Гацос принял участие в жестоких боях в районе Аталанти.
В ноябре 1827 года Гацос, под командованием Каратасоса, принял участие в неудавшейся операции по взятию Трикери.
По окончании войны, при содействии греческого правительства, Гацосу удалось в 1830 году освободить своего сына Николая, который был затем послан на военную учёбу в Мюнхен.

Памятник Ангелису Гацосу в Аридеа, Пелла. Скульптор Каламарас, Димитрис.

Гацос, после получения почётного звания полковника, обосновался в Аталанти, Фтиотида, где и умер в крайней бедности в 1839 году. Его приёмный сын, Димитриос Гацос, дослужился до звания генерал-лейтенанта.